# عامل نمو الخلايا الليفية 21
عامل نمو الخلايا الليفية 21 هو بروتين في الثدييات بواسطة يتم ترميزه بـ FGF21 جين .   البروتين المشفر بواسطة هذا الجين هو عضو في عائلة عامل نمو الأرومة الليفية (FGF) وعلى وجه التحديد عضو في فصيلة الغدد الصماء التي تشمل FGF23 و FGF15 / 19. FGF21 هو ناهض داخلي أساسي لمستقبل FGF21 ، والذي يتكون من المستقبلات المشتركة FGF مستقبلات 1 و β-Klotho . 
يمتلك أفراد عائلة FGF أنشطة انقسامية واسعة النطاق وبقاء الخلية ويشاركون في مجموعة متنوعة من العمليات البيولوجية بما في ذلك التطور الجنيني ونمو الخلايا والتشكل وإصلاح الأنسجة ونمو الورم والغزو.  تعمل FGFs من خلال عائلة مكونة من أربعة مستقبلات FGF. يعتبر الارتباط معقدًا ويتطلب تفاعل جزيء FGF مع مستقبلات FGF والارتباط بالهيبارين من خلال مجال ربط الهيبارين. تفتقر FGFs للغدد الصماء إلى مجال ارتباط الهيبارين وبالتالي يمكن إطلاقها في الدورة الدموية.
FGF21 هو hepatokine - أي ل هرمون يفرز من الكبد - الذي ينظم سكر بسيط تناول وتفضيل الأطعمة الحلوة عبر إشارات من خلال مستقبلات FGF21 في نواة المجاورة لبطينات من المهاد ويرتبط مع انخفاض الدوبامين العصبي داخل النواة المتكئة .   
تم تحديد تعدد الأشكال أحادي النوكليوتيدات لجين FGF21 - متغير FGF21 rs838133 (تردد 44.7٪) - كآلية وراثية مسؤولة عن النمط الظاهري السلوكي للأسنان الحلوة ، وهي سمة مرتبطة بالرغبة الشديدة في تناول الحلويات والاستهلاك العالي للسكر في كل من البشر. والفئران.   

## اللائحة

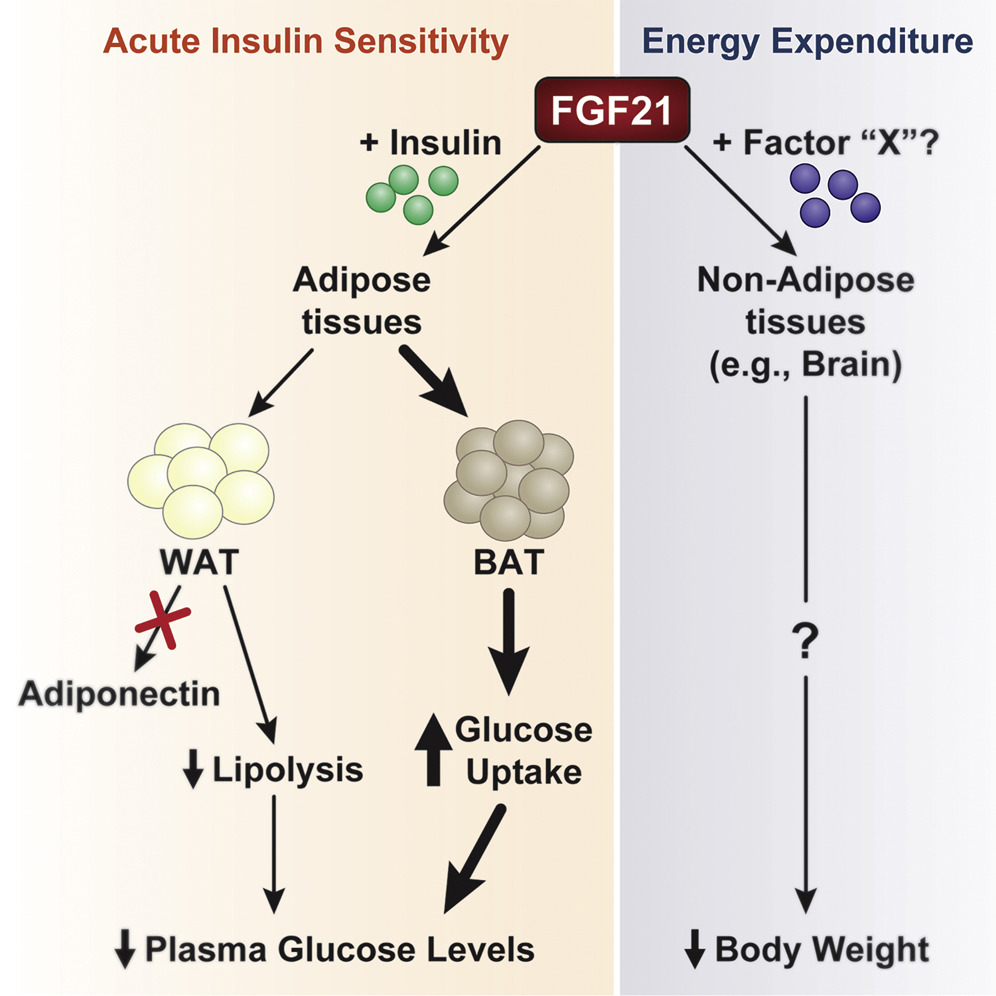
آلية لتنظيم التمثيل الغذائي بوساطة FGF21

يتم تحفيز FGF21 بشكل خاص عن طريق نشاط الميتوكوندريا 3-هيدروكسي -3-ميثيل جلوتاريل- CoA synthase 2 (HMGCS2). تسبب الشكل المؤكسد لأجسام الكيتون (أسيتو أسيتات) في وسط مثقف أيضًا في إحداث FGF21 ، ربما عن طريق آلية تعتمد على سيرتوين 1 (SIRT1).  كما ثبت أن نشاط HMGCS2 يزداد عن طريق نزع الأسيتيل من ليسين 310 و 447 و 473 عبر SIRT3 في الميتوكوندريا. 
بينما يتم التعبير عن FGF21 في العديد من الأنسجة ، بما في ذلك الكبد والأنسجة الدهنية البنية والأنسجة الدهنية البيضاء (WAT) والبنكرياس ، فإن المستويات المتداولة من FGF21 مشتقة على وجه التحديد من الكبد في الفئران.  في الكبد ، يتم تنظيم التعبير عن FGF21  وترتفع المستويات بشكل كبير مع كل من الصيام واستهلاك الأنظمة الغذائية الكيتونية .

## وظيفة
يحفز FGF21 امتصاص الجلوكوز في الخلايا الشحمية ولكن ليس في أنواع الخلايا الأخرى.  هذا التأثير مضاف إلى نشاط الأنسولين . ويرتبط العلاج FGF21 من الخلايا الشحمية مع الفسفرة من FRS2 ، وهو بروتين يربط مستقبلات FGF إلى رأس / MAP كيناز الطريق . حقن FGF21 في OB / اوب الفئران النتائج زيادة في GLUT1 في الدهنية الأنسجة. يحمي FGF21 أيضًا الفئران من السمنة التي يسببها النظام الغذائي عند الإفراط في التعبير عنه في الفئران المعدلة وراثيًا ويخفض مستويات الجلوكوز والدهون الثلاثية في الدم عند إعطائه للقوارض المصابة بداء السكري.  ينتج عن علاج الفئران باستخدام FGF21 زيادة في استهلاك الطاقة واستخدام الدهون وإفراز الدهون. 
في بلازما الأبقار كان FGF21 غير قابل للكشف تقريبًا في أواخر الحمل (LP) ، وبلغ ذروته عند الولادة ، ثم استقر عند تركيزات منخفضة ومرتفعة بشكل مزمن أثناء الرضاعة المبكرة (EL). تمت زيادة البلازما FGF21 بالمثل في حالة عدم وجود الولادة عندما تم إحداث حالة نقص الطاقة عن طريق التغذية التي تقيد أبقار الألبان المتأخرة ، مما يشير إلى نقص الطاقة كسبب للارتفاع المزمن لـ FGF21 في EL. كان الكبد المصدر الرئيسي للبلازما FGF21 في الرضاعة المبكرة مع مساهمة قليلة أو معدومة من WAT والعضلات الهيكلية والغدة الثديية. اقتصر التعبير الجاد عن مستقبلات FGF21 coreceptor β-Klotho على الكبد و WAT في مسح شمل 15 من الأنسجة التي تضمنت الغدة الثديية. تأثر التعبير عن β-Klotho ومجموعته الفرعية من مستقبلات FGF المتفاعلة بشكل متواضع بالانتقال من LP إلى EL في الكبد ولكن ليس في WAT. 

## الأهمية السريرية
تم زيادة مستويات المصل FGF-21 بشكل ملحوظ في المرضى الذين يعانون من داء السكري من النوع 2 (T2DM) مما قد يشير إلى دور في التسبب في T2DM.  ترتبط المستويات المرتفعة أيضًا بمحتوى الدهون في الكبد في مرض الكبد الدهني غير الكحولي  وترتبط بشكل إيجابي بمؤشر كتلة الجسم لدى البشر مما يشير إلى السمنة باعتبارها حالة مقاومة لـ FGF21. 
تم تحديد تعدد الأشكال أحادي النوكليوتيدات (SNP) لجين FGF21 - متغير FGF21 rs838133 (تردد 44.7 ٪) - كآلية وراثية مسؤولة عن النمط الظاهري السلوكي للأسنان الحلوة ، وهي سمة مرتبطة بالرغبة الشديدة في تناول الحلويات والاستهلاك العالي للسكر ، في كل من البشر والفئران.   

## دراسات على الحيوانات
الفئران التي تفتقر FGF21 تفشل للحث تماما PGC-1α التعبير استجابة لفترات طويلة بسرعة ويكون ضعف استحداث السكر و توليد الكيتون . 
يحفز FGF21 فسفرة ركيزة مستقبلات عامل نمو الأرومة الليفية 2 و ERK1 / 2 في الكبد. تسبب علاج FGF21 الحاد في التعبير الكبدي للمنظمات الرئيسية لتكوين السكر ، واستقلاب الدهون ، وتكوين الكيتون بما في ذلك الجلوكوز 6-فوسفاتيز ، فسفوينول بيروفات كاربوكسيكيناز ، 3-هيدروكسي بوتيرات ديهيدروجينيز النوع 1 ، وكارنيتين بالميتويل ترانسفيراز 1α. بالإضافة إلى ذلك ، ارتبط حقن FGF21 بانخفاض الأنسولين المنتشر ومستويات الأحماض الدهنية الحرة. تسبب علاج FGF21 في تحفيز mRNA والتعبير البروتيني عن PGC-1α ، ولكن في الفئران لم يكن تعبير PGC-1α ضروريًا لتأثير FGF21 على استقلاب الجلوكوز. 
في الفئران ، يتم تحفيز FGF21 بشدة في الكبد عن طريق الصيام لفترات طويلة عبر PPAR-alpha ويحفز بدوره المنشط النسخي PGC-1α ويحفز تكوين الجلوكوز الكبدي وأكسدة الأحماض الدهنية وتكوين الكيتون. يعمل FGF21 أيضًا على منع النمو الجسدي وتحسس الفئران لحالة سبات تشبه السبات ، ويلعب دورًا رئيسيًا في إثارة وتنسيق استجابة التجويع التكيفية. يتم أيضًا تحفيز تعبير FGF21 في الأنسجة الدهنية البيضاء بواسطة PPAR-gamma ، مما قد يشير إلى أنه ينظم أيضًا عملية التمثيل الغذائي في حالة التغذية.  يتم تحفيز FGF21 في كل من القوارض والبشر الذين يتناولون نظامًا غذائيًا منخفض البروتين.   يتم أيضًا تحفيز تعبير FGF21 عن طريق الأنظمة الغذائية التي تحتوي على مستويات منخفضة من الأحماض الأمينية الأساسية ميثيونين ،   إيزولوسين ،  أو ثريونين ،  أو بمستويات منخفضة من الأحماض الأمينية متفرعة السلسلة. 
أدى تنشيط AMPK و SIRT1 بواسطة FGF21 في الخلايا الشحمية إلى تعزيز القدرة التأكسدية للميتوكوندريا كما يتضح من زيادة استهلاك الأكسجين ، ونشاط سينسيز السترات ، وتحريض الجينات الأيضية الرئيسية. تتطلب تأثيرات FGF21 على وظيفة الميتوكوندريا سيرين / ثريونين كيناز 11 (STK11 / LKB1) ، الذي ينشط AMPK. أدى تثبيط أنشطة AMPK و SIRT1 و PGC-1α إلى تخفيف تأثيرات FGF21 على استهلاك الأكسجين والتعبير الجيني ، مما يشير إلى أن FGF21 ينظم نشاط الميتوكوندريا ويعزز القدرة التأكسدية من خلال آلية LKB1-AMPK-SIRT1-PGC-1α في الخلايا الشحمية ، مما أدى إلى زيادة فسفرة AMPK ، وزيادة مستويات NAD + الخلوية وتفعيل SIRT1 و deacetylation لأهداف SIRT1 PGC-1α وهيستون 3 . 
بشكل حاد ، فإن الارتفاع في FGF21 استجابة لاستهلاك الكحول يمنع المزيد من الشرب. بشكل مزمن ، قد يحمي ارتفاع تعبير FGF21 في الكبد من تلف الكبد. 

## روابط خارجية
- fibroblast+growth+factor+21 في المكتبة الوطنية الأمريكية للطب نظام فهرسة المواضيع الطبية (MeSH).

- "FGF21". Information Hyperlinked over Proteins. ihop-net.org. مؤرشف من الأصل في 2012-02-14. اطلع عليه بتاريخ 2008-08-12.
- "FGF21". Gene Cards. Weizmann Institute of Science. مؤرشف من الأصل في 2021-06-04. اطلع عليه بتاريخ 2008-08-12.
- هل تحب الحلويات؟ إلقاء اللوم على كبدك Phys.org ، 2017

1. ↑  مذكور في: Ensembl Release 87. معرف إنزمبل جين: ENSG00000105550. تاريخ النشر: ديسمبر 2016.
2. 1 2 3 4 5 6 7  مذكور في: ensembl Release 106. معرف إنزمبل جين: ENSG00000105550.
3. ↑  مذكور في: يونيبروت. الوصول: 6 يوليو 2017. معرف يونيبروت: Q9NSA1. لغة العمل أو لغة الاسم: الإنجليزية.
4. 1 2  مذكور في: NCBI Gene. الوصول: 15 مايو 2022. معرف جين أنتريه: 26291.
5. 1 2  مذكور في: HomoloGene build68. معرف هومولوجين: 10428. تاريخ النشر: 9 أبريل 2014.
6. ↑  "Orthologous MAtrix".
7. 1 2 3 4 5 6 7 8 9 10  "Bgee". اطلع عليه بتاريخ 2024-06-07.
8. ↑  "Identification of a novel FGF, FGF-21, preferentially expressed in the liver". Biochimica et Biophysica Acta (BBA) - Gene Structure and Expression. ج. 1492 ع. 1: 203–6. يونيو 2000. DOI:10.1016/S0167-4781(00)00067-1. PMID:10858549.
9. 1 2  "Entrez Gene: FGF21 fibroblast growth factor 21". مؤرشف من الأصل في 2018-08-20.
10. 1 2  "Fibroblast Growth Factor 21: A Versatile Regulator of Metabolic Homeostasis". Annu Rev Nutr. ج. 38: 173–196. مايو 2018. DOI:10.1146/annurev-nutr-071816-064800. PMID:29727594. {{استشهاد بدورية محكمة}}: الوسيط غير المعروف |PMCID= تم تجاهله يقترح استخدام |pmc= (مساعدة)
11. ↑  "FGF21 Mediates Endocrine Control of Simple Sugar Intake and Sweet Taste Preference by the Liver". Cell Metabolism. ج. 23 ع. 2: 335–43. فبراير 2016. DOI:10.1016/j.cmet.2015.12.003. PMID:26724858. {{استشهاد بدورية محكمة}}: الوسيط غير المعروف |PMCID= تم تجاهله يقترح استخدام |pmc= (مساعدة)
12. ↑  "FGF21 Regulates Sweet and Alcohol Preference". Cell Metabolism. ج. 23 ع. 2: 344–9. فبراير 2016. DOI:10.1016/j.cmet.2015.12.008. PMID:26724861. {{استشهاد بدورية محكمة}}: الوسيط غير المعروف |PMCID= تم تجاهله يقترح استخدام |pmc= (مساعدة)
13. ↑  "FGF21 Is a Sugar-Induced Hormone Associated with Sweet Intake and Preference in Humans". Cell Metabolism. ج. 25 ع. 5: 1045–1053.e6. مايو 2017. DOI:10.1016/j.cmet.2017.04.009. PMID:28467924.
14. 1 2  "A Common Allele in FGF21 Associated with Sugar Intake Is Associated with Body Shape, Lower Total Body-Fat Percentage, and Higher Blood Pressure". Cell Reports. ج. 23 ع. 2: 327–336. أبريل 2018. DOI:10.1016/j.celrep.2018.03.070. PMID:29641994. {{استشهاد بدورية محكمة}}: الوسيط غير المعروف |PMCID= تم تجاهله يقترح استخدام |pmc= (مساعدة)
15. 1 2  "Liver: FGF21 - the cause of having a 'sweet tooth'?". Nature Reviews. Endocrinology. ج. 13 ع. 7: 378. يوليو 2017. DOI:10.1038/nrendo.2017.62. PMID:28497814.
16. 1 2  "Neuroendocrinology: FGF21 influences a 'sweet tooth' in mice". Nature Reviews. Endocrinology. ج. 12 ع. 3: 123. مارس 2016. DOI:10.1038/nrendo.2016.8. PMID:26822924.
17. ↑  "Human HMGCS2 regulates mitochondrial fatty acid oxidation and FGF21 expression in HepG2 cell line". The Journal of Biological Chemistry. ج. 286 ع. 23: 20423–30. يونيو 2011. DOI:10.1074/jbc.M111.235044. PMID:21502324. {{استشهاد بدورية محكمة}}: الوسيط غير المعروف |PMCID= تم تجاهله يقترح استخدام |pmc= (مساعدة)صيانة الاستشهاد: دوي مجاني غير معلم (link)
18. ↑  "SIRT3 deacetylates mitochondrial 3-hydroxy-3-methylglutaryl CoA synthase 2 and regulates ketone body production". Cell Metabolism. ج. 12 ع. 6: 654–61. ديسمبر 2010. DOI:10.1016/j.cmet.2010.11.003. PMID:21109197. {{استشهاد بدورية محكمة}}: الوسيط غير المعروف |PMCID= تم تجاهله يقترح استخدام |pmc= (مساعدة)
19. ↑  "Circulating FGF21 is liver derived and enhances glucose uptake during refeeding and overfeeding". Diabetes. ج. 63 ع. 12: 4057–63. ديسمبر 2014. DOI:10.2337/db14-0595. PMID:25008183. {{استشهاد بدورية محكمة}}: الوسيط غير المعروف |PMCID= تم تجاهله يقترح استخدام |pmc= (مساعدة)
20. ↑  "Regulation of Ketone Body Metabolism and the Role of PPARα". International Journal of Molecular Sciences. ج. 17 ع. 12: E2093. 2016. DOI:10.3390/ijms17122093. PMID:27983603. {{استشهاد بدورية محكمة}}: الوسيط غير المعروف |PMCID= تم تجاهله يقترح استخدام |pmc= (مساعدة)صيانة الاستشهاد: دوي مجاني غير معلم (link)
21. 1 2  "FGF-21 as a novel metabolic regulator". The Journal of Clinical Investigation. ج. 115 ع. 6: 1627–35. يونيو 2005. DOI:10.1172/JCI23606. PMID:15902306. {{استشهاد بدورية محكمة}}: الوسيط غير المعروف |PMCID= تم تجاهله يقترح استخدام |pmc= (مساعدة)
22. ↑  "Fibroblast growth factor 21 corrects obesity in mice". Endocrinology. ج. 149 ع. 12: 6018–27. ديسمبر 2008. DOI:10.1210/en.2008-0816. PMID:18687777.
23. ↑  "Plasma FGF21 is elevated by the intense lipid mobilization of lactation". Endocrinology. ج. 152 ع. 12: 4652–61. ديسمبر 2011. DOI:10.1210/en.2011-1425. PMID:21990311.
24. ↑  "Serum FGF-21 levels in type 2 diabetic patients". Endocrine Research. ج. 36 ع. 4: 142–8. 2011. DOI:10.3109/07435800.2011.558550. PMID:21973233.
25. ↑  "Circulating fibroblast growth factor 21 levels are closely associated with hepatic fat content: a cross-sectional study". PLOS ONE. ج. 6 ع. 9: e24895. 2011. Bibcode:2011PLoSO...624895Y. DOI:10.1371/journal.pone.0024895. PMID:21949781. {{استشهاد بدورية محكمة}}: الوسيط غير المعروف |PMCID= تم تجاهله يقترح استخدام |pmc= (مساعدة)صيانة الاستشهاد: دوي مجاني غير معلم (link)
26. ↑  "Fibroblast growth factor 21: effects on carbohydrate and lipid metabolism in health and disease". Current Opinion in Clinical Nutrition and Metabolic Care. ج. 14 ع. 4: 354–9. يوليو 2011. DOI:10.1097/MCO.0b013e328346a326. PMID:21505329.
27. ↑  "FGF21 induces PGC-1alpha and regulates carbohydrate and fatty acid metabolism during the adaptive starvation response". Proceedings of the National Academy of Sciences of the United States of America. ج. 106 ع. 26: 10853–8. يونيو 2009. Bibcode:2009PNAS..10610853P. DOI:10.1073/pnas.0904187106. PMID:19541642. {{استشهاد بدورية محكمة}}: الوسيط غير المعروف |PMCID= تم تجاهله يقترح استخدام |pmc= (مساعدة)
28. ↑  "Integrated regulation of hepatic metabolism by fibroblast growth factor 21 (FGF21) in vivo". Endocrinology. ج. 152 ع. 8: 2996–3004. أغسطس 2011. DOI:10.1210/en.2011-0281. PMID:21712364. {{استشهاد بدورية محكمة}}: الوسيط غير المعروف |PMCID= تم تجاهله يقترح استخدام |pmc= (مساعدة)
29. ↑  "Fibroblast growth factor 21: from pharmacology to physiology". The American Journal of Clinical Nutrition. ج. 91 ع. 1: 254S–257S. يناير 2010. DOI:10.3945/ajcn.2009.28449B. PMID:19906798. {{استشهاد بدورية محكمة}}: الوسيط غير المعروف |PMCID= تم تجاهله يقترح استخدام |pmc= (مساعدة)
30. ↑  "FGF21 is an endocrine signal of protein restriction". The Journal of Clinical Investigation. ج. 124 ع. 9: 3913–22. سبتمبر 2014. DOI:10.1172/JCI74915. PMID:25133427. {{استشهاد بدورية محكمة}}: الوسيط غير المعروف |PMCID= تم تجاهله يقترح استخدام |pmc= (مساعدة)
31. ↑  "Decreased Consumption of Branched-Chain Amino Acids Improves Metabolic Health". Cell Reports. ج. 16 ع. 2: 520–530. يوليو 2016. DOI:10.1016/j.celrep.2016.05.092. PMID:27346343. {{استشهاد بدورية محكمة}}: الوسيط غير المعروف |PMCID= تم تجاهله يقترح استخدام |pmc= (مساعدة)
32. ↑  "Methionine restriction restores a younger metabolic phenotype in adult mice with alterations in fibroblast growth factor 21". Aging Cell. ج. 13 ع. 5: 817–27. أكتوبر 2014. DOI:10.1111/acel.12238. PMID:24935677. {{استشهاد بدورية محكمة}}: الوسيط غير المعروف |PMCID= تم تجاهله يقترح استخدام |pmc= (مساعدة)
33. ↑  "Short-term methionine deprivation improves metabolic health via sexually dimorphic, mTORC1-independent mechanisms". FASEB Journal. ج. 32 ع. 6: 3471–3482. يناير 2018. DOI:10.1096/fj.201701211R. PMID:29401631. {{استشهاد بدورية محكمة}}: الوسيط غير المعروف |PMCID= تم تجاهله يقترح استخدام |pmc= (مساعدة)صيانة الاستشهاد: دوي مجاني غير معلم (link)
34. ↑  Yu، Deyang؛ Richardson، Nicole E.؛ Green، Cara L.؛ Spicer، Alexandra B.؛ Murphy، Michaela E.؛ Flores، Victoria؛ Jang، Cholsoon؛ Kasza، Ildiko؛ Nikodemova، Maria (16 أبريل 2021). "The adverse metabolic effects of branched-chain amino acids are mediated by isoleucine and valine". Cell Metabolism. ج. 33 ع. 5: 905–922.e6. DOI:10.1016/j.cmet.2021.03.025. ISSN:1932-7420. PMID:33887198. مؤرشف من الأصل في 2021-09-11. {{استشهاد بدورية محكمة}}: الوسيط غير المعروف |PMCID= تم تجاهله يقترح استخدام |pmc= (مساعدة)
35. ↑  Yap، Yann W.؛ Rusu، Patricia M.؛ Chan، Andrea Y.؛ Fam، Barbara C.؛ Jungmann، Andreas؛ Solon-Biet، Samantha M.؛ Barlow، Christopher K.؛ Creek، Darren J.؛ Huang، Cheng (9 يونيو 2020). "Restriction of essential amino acids dictates the systemic metabolic response to dietary protein dilution". Nature Communications. ج. 11 ع. 1: 2894. Bibcode:2020NatCo..11.2894Y. DOI:10.1038/s41467-020-16568-z. ISSN:2041-1723. PMID:32518324. {{استشهاد بدورية محكمة}}: الوسيط غير المعروف |PMCID= تم تجاهله يقترح استخدام |pmc= (مساعدة)
36. ↑  "Restoration of metabolic health by decreased consumption of branched-chain amino acids". The Journal of Physiology. ج. 596 ع. 4: 623–645. فبراير 2018. DOI:10.1113/JP275075. PMID:29266268. {{استشهاد بدورية محكمة}}: الوسيط غير المعروف |PMCID= تم تجاهله يقترح استخدام |pmc= (مساعدة)
37. ↑  "Fibroblast growth factor 21 regulates energy metabolism by activating the AMPK-SIRT1-PGC-1alpha pathway". Proceedings of the National Academy of Sciences of the United States of America. ج. 107 ع. 28: 12553–8. يوليو 2010. Bibcode:2010PNAS..10712553C. DOI:10.1073/pnas.1006962107. PMID:20616029. {{استشهاد بدورية محكمة}}: الوسيط غير المعروف |PMCID= تم تجاهله يقترح استخدام |pmc= (مساعدة)